# Jennifer Abernathy
Jennifer Lauren Abernathy (Waukesha, 19 settembre 1984) è un'ex pallavolista statunitense.
Giocava nel ruolo di schiacciatrice.

## Carriera
La carriera di Jennifer Abernathy inizia a livello scolastico, giocando per la Deer Valley High School dal 1998 al 2002. Concluse le scuole superiori entra a far parte della squadra di pallavolo femminile della University of Arizona, partecipando alla Division I NCAA dal 2002 al 2005.
Nella stagione 2006 firma il suo primo contratto professionistico con le Divas de Aguadilla, nella Liga Superior portoricana: resta legata alla franchigia anche nella stagione seguente, durante la quale, tuttavia, viene svincolata per condotta antisportiva; in seguito a questo evento firma per il River Volley di Piacenza, disputando gli ultimi mesi della stagione 2006-07 col club impegnato nella Serie A1 italiana.
Dopo un'annata di inattività, decide di ritornare in campo per la Liga Superior 2009, firmando questa volta per le Valencianas de Juncos, che tuttavia la svincolano a pochi giorni dall'inizio del torneo; in seguito non firma più alcun contratto.

## Palmarès

### Premi individuali
- 2005 - All-America Third Team